# دلال بنت مخلد الحربي
دلال بنت مخلد بن جهز الحربي أكاديمية ومؤرخة سعودية مهتمة بتاريخ المرأة ودورها القيادي في الجزيرة العربية. عينت عضواً في مجلس الشورى السعودي من 3 ربيع الأول 1434هـ إلى عام 1438هـ. حصلت على العديد من الجوائز من بينها جائزة الملك عبد العزيز للكتاب عام 2019م. وصدر له مجموعة من المؤلفات منها: كتاب «امرأة في مسار البناء: نورة بنت عبد الرحمن بن فيصل بن تركي آل سعود، حياتها ودورها». وهي زوجة الباحث الدكتور يحيى محمود بن جنيد.

## سيرتها
ولدت ونشأت في مدينة الطائف حيث التنوع والتعدد؛ ما أضاف إلى شخصيتها الكثير، وتلقيت تعليمها الأوَّليِّ فيها حتى المرحلة المتوسطة، ثم انتقلت إلى مدينة الرياض، وأتمت دراستها الجامعية فيها.
بعد انتهاء المرحلة الجامعية عُيِّنت معيدة في كلية التربية للبنات – الأقسام الأدبية، قسم التاريخ، ثم حصلت على الماجستير عن رسالتها الموسومة: «علاقة سلطنة نجد وملحقاتها ببريطانيا (1344-1345هـ/1915-1927م)»، ثم حصلت على شهادة الدكتوراه من الكلية والقسم نفسيهما، عن رسالتها الموسومة: «علاقة سلطنة لحج ببريطانيا (1377-1378هـ/1918-1959م)».
التحقت بعضوية هيئة التدريس في الكلية أستاذاً مساعداً، ثم انتقلت إلى كلية الآداب، وحصلت على رتبة أستاذ مشارك، ثم رُقيت إلى مرتبة الأستاذية.
عُنيت – منذ بدء حياتها الجامعية – بالبحث العلمي؛ ما دفع بها إلى القراءة المتعمقة والدقيقة في مجال تخصصها، واختارت لنفسها مساراً لم يعتن به أحد من قبل، وهو: تاريخ المرأة في شبه الجزيرة العربية بصفة عامة، والمملكة العربية السعودية على وجه الخصوص، ومضت في هذا الطريق، وتُوِّجت جهودها بنشر مجموعة من الكتب والدراسات حظيت بقبول واسع على المستويين المحلي والخارجي، ونالت اهتماماً كبيراً من أفراد وهيئات علمية ومؤسسات بحثية، وكُتب عنها في الدوريات العلمية والصحافة السيارة، ونالت عن نشاطها هذا جائزتين محليتين.
ثم أضافت إلى نشاطها هذا «الكتابة الصحفية»؛ حيث تنشر مقالاً في زاوية أسبوعية تتناول فيها موضوعات مختلفة اجتماعية وتربوية وعلمية، كما تتمتع – حالياً – بعضوية عدد من اللجان والهيئات في مؤسسات علمية وصحفية مختلفة.

## مسيرتها العلمية
- حاصلة على درجة البكالوريوس في الآداب والتربية تخصص التاريخ، والماجستير والدكتوراه في التاريخ الحديث والمعاصر، كما حصلت على دبلوم اللغة الإنجليزية.
- تعمل حالياً أستاذة في قسم التاريخ بكلية الآداب، جامعة الأميرة نورة بنت عبد الرحمن.
- شاركت في مؤتمرات وندوات داخل المملكة وخارجها.
- تميزت بمنهجها العلمي من خلال تركيزها على دراسات المرأة وتاريخها في المملكة، وهو النمط الذي تَـفَرَّدَتْ به، وحصلت من خلاله على شهرة واسعة، وبخاصة بين الباحثين الأجانب.
- عضو في مجلس الشورى السعودي (1434-1438هـ).

## مؤلفاتها ودراساتها عن المرأة
- كتاب «نساء شـهيرات مـن نجــد»،[4] وتُـرجــم هـذا الكـتاب إلى اللغـة الإنجليزية بعـنـوان: Prominent Women from Central Arabia, 2008.
- كتاب «إسهام المرأة في وقف الكتب في منطقة نجد».[5]
- كتاب «المرأة في نجد: وضعها ودورها» (1200-1351هـ/1786-1932م).[6]
- كتاب «غالية البقمية».[7]
- دراسة: غالية البقمية: حياتها ودورها في مقاومة حملة محمد علي باشا على تربة.[8]
- دراسة: المرأة في المملكة العربية السعودية «الماضي والحاضر».[9]
- دراسة: المرأة المكية وخاصية المكان.[10]
- دراسة: «وقفية للأميرة سارة بنت الإمام عبد الله بن فيصل بن تركي آل سعود».[11]
- دراسة: «فاطمة السبهان: حياتها ودورها في إمارة آل رشيد».[12]
- دراسة: «نورة بنت عبد الرحمن بن فيصل آل سعود».[13]
- دراسة: إصلاح كتاتيب البنات في الحجاز من خلال وثيقة رسمية (1350هـ/ 1932م).[14]
- كتاب «صورة المرأة في رحلات الغربيين إلى وسط الجزيرة العربية: منذ مطلع القرن التاسع عشر إلى منتصف القرن العشرين». صدر عام 2020.[15]
- كتاب: «امرأة في مسار البناء: نورة بنت عبد الرحمن بن فيصل بن تركي آل سعود، حياتها ودورها». صدر عام 2023.[3]

## مؤلفاتها ودراساتها الأخرى
- كتاب: علاقة سلطنة لحج ببريطانيا.[16]
- كتاب: الملك عبد العزيز واستراتيجية التعامل مع الأحداث (حالة جدة).[17]
- كتاب: أخبار الدولة السعودية الأولى والثانية في الموسوعة العربية العالمية.[18]
- دراسة: «رحلة الأمير فيصل بن عبد العزيز إلى الولايات المتحدة الأمريكية (1364هـ/ 1945م)».[19]
- دراسة: تطور مسمى الدولة السعودية من السلطنة النجدية إلى المملكة العربية السعودية (1339-1351هـ/ 1920-1932م).[20]
- دراسة: الأوضاع الداخلية في جدة في فترة الحصار (1343-1344هـ/ 1924-1925م) من خلال صحيفة بريد الحجاز.[21]
- دراسة: «زيارة الملك فيصل إلى أفريقيا عام 1392هـ/1972م لترسيخ فكرة التضامن الإسلامي»[22]
- دراسة: «تاريخ الأسر الحاكمة في شبه الجزيرة العربية»[23]
- دراسة: «الملك عبد العزيز ورعاية اليمنيين في بريطانيا في الحرب العالمية الثانية».[24]
- كتاب: المملكة العربية السعودية والأزمة الاقتصادية العالمية، الانعكاسات والحلول 1348 - 1352هـ / 1929 - 1933م.[25]

## نشاطها العلمي
- مراجعة الطبعة العربية لكتاب (الملك فيصل: شخصيته وعصره وإيمانه)، لمؤلفه البروفيسور أليكسي فاسيلييف.[26]
- قامت بإلقاء العديد من المحاضرات العامة، بلغت 29 محاضرة.
- كما التحقت بعدد من الدورات التدريبية داخل المملكة وخارجها.
- هي أيضاً كاتبة في صحيفة الجزيرة، لها زاوية أسبوعية بعنوان «البوارح»[27] ، وحصلت على العديد من خطابات الشكر لكتاباتها الصحفية.
- تتعاون مع جهات علمية مختلفة في مجال التحكيم العلمي.
- عضو في عدد من الجمعيات العلمية، منها: الجمعية التاريخية البريطانية، والجمعية التاريخية الأمريكية، والجمعية السعودية التاريخية، وجمعية التاريخ والآثار لدول مجلس التعاون الخليجي.
- عضو في عدد من الجمعيات الخيرية، وعضو في مجالس علمية وثقافية؛ منها مجلس أمناء مركز الأميرة جواهر بنت نايف لأبحاث وتطور المرأة.
- مستشار غير متفرغ للهيئة العليا لتطوير مدينة الرياض.
- عضو مؤسس للجمعية السعودية للمحافظة على التراث.
- ترأست عدداً من اللجان الثقافية خارج الجامعة.
- عضو في الهيئة الاستشارية لمجلات علمية، منها: مجلة الدرعية، ومجلة المسبار، ومجلة الإسلام والعالم المعاصر.

## جوائز وتكريم
حصلت على جوائز عدة، وكُرِّمت في أكثر من محفل؛ من أبرزها:
- حصولها على جائزة الأمير سلمان بن عبد العزيز لدراسات تاريخ الجزيرة العربية (1429-1430هـ/ 2008-2009م).
- جائزة وزارة الثقافة والإعلام للكتاب «فرع التاريخ»، 1432هـ/ 2012م.
- حصلت عام 2019م على جائزة أمين مدني للبحث في تاريخ الجزيرة العربية في دورتها السابعة عن كافة أعمالها العلمية حول دور المرأة القيادي والاجتماعي في تاريخ وثقافة الجزيرة العربية.[28]
- حصلت على جائزة الملك عبد العزيز للكتاب في دروتها الرابعة عام 2019 من دارة الملك عبد العزيز في فرع الكتب المتعلقة بتاريخ الملك عبدالعزيز والمملكة العربية السعودية، وذلك عبر كتابها (المملكة العربية السعودية والأزمة الاقتصادية العالمية، الانعكاسات والحلول 1348 - 1352هـ / 1929 - 1933م).[29]
- مُنحت عدداً من الأوسمة والدروع والميداليات من جهات مختلفة ومتعددة.

## وصلات خارجية
- دلال بنت مخلد الحربي